# Angina microvascolare
L'angina microvascolare una forma di angina causata da disfunzioni  o anomalie dei piccoli vasi coronarici arteriosi di resistenza.
Rappresentano il 20% delle angine da sforzo, e il 70% delle volte si riscontra in donne.

## Caratteristiche
L'angina si caratterizza per:
- essere tipicamente da sforzo
- presentare sottoslivellamento del tratto ST, che sottintende un'ischemia miocardica al test da sforzo;
- angiografia con arterie coronarie normali.

## Eziologia
I meccanismi che portano a disfunzione microvascolare sono molti e differenti:
- alterazione della funzione adrenergica
- deficit del EDRF (fattore di rilasciamento derivato dell'endotelio);
- aumento del rilascio di endotelina;
- deficit estrogenico, nella donna;
- aumento dell'attività dello scambiatore Na+ - H+;
- aumentata insulino-resistenza;
- stato infiammatorio.
- aumentata percezione dolorifica agli stimoli cardiaci: per alterazioni delle risposte delle fibre dolorifiche afferenti a stimoli solitamente innocui, dovute alla stessa ischemia.

## Diagnostica
In linea generale è difficile in base al sospetto clinico o ai test diagnostici distinguere l'angina microvascolare da quella da stenosi coronarica. Tuttavia una mancato miglioramento  delle alterazioni ST al test da sforzo con nitrati e l'assenza di alterazioni della contrattilità all'ecocardiogramma da stress quando presente angina e sottoslivellamento ST sono indicativi di un'angina microvascolare.

## Prognosi
La prognosi è ottima, senza aumento di rischio di morte o infarto rispetto alla popolazione generale. Vi è invece un progressivo peggioramento del quadro clinico, con angine sempre più frequenti e prolungate.

## Terapia
Si usano farmaci anti-ischemici, come β-bloccanti, calcio-antagonisti ed i nitrati. A questi si possono aggiungere anche farmaci per migliorare la situazione del microcircolo e la nocicezione: ACE-inibitori, statine, imipramina, derivati xantinici.